# CV-370
La CV-370 és una carretera local del País Valencià que comunica Vilamarxant (el Camp de Túria) amb Pedralba (els Serrans), amb una extensió de 10 quilòmetres. És la continuació de la CV-37, amb la qual forma un continuu de 28 quilòmetres des de l'aeroport de Manises fins Pedralba.

## Nomenclatura
La CV-370 és una carretera secundària que pertany a la Xarxa de carreteres de la Diputació de València. La seua denominació prové de CV, que indica que és una carretera autonòmica del País Valencià i el 370, el número que rep la via en l'ordre de nomenclatura de les carreteres secundàries valencianes.

## Història
La CV-370 es basava en l'antic traçat de la VP-6116, la qual s'estenia des de l'aeroport de Manises a Pedralba. Amb el canvi de nomenclatura, la CV-370 es va reduir al tram actual entre Vilamarxant i Pedralba, mentre que el recorregut des de Vilamarxant a Manises es va integrar en l'Eix del Túria o CV-37. Sovint, les dues rutes es consideren com una sola, emprant-se la denominació provincial per a tot el conjunt.